# Štefan Baler (arhitekt)
Štefan Baler, slovenski arhitekt, * 1951, Murska Sobota, † 2017, Murska Sobota.

## Življenje in delo
Štefan Baler je leta 1978 diplomiral pri profesorju Ravnikarju na Fakulteti za arhitekturo, gradbeništvo in geodezijo v Ljubljani. Ukvarjal se je z vizijo urbanega tkiva mesta Murska Sobota. Po letih delovanja v podjetju PGP v Ljutomeru je leta 1990 je ustanovil lasten arhitekturni biro Domus Projekt v Ljutomeru kjer je ustvaril večje število za lokalno okolje pomembnih objektov ter urbanističnih ureditev. Bil je samostojni odgovorni projektant arhitekture. Sodeloval je na številnih nacionalnih arhitekturnih natečajih, odprtih in vabljenih, za kar je prejel več nagrad in priznanj. Njegov ustvarjalni opus obsega preko petsto različnih projektov, kot so vrtci, šole, zdravstveni objekti, domovi, športni objekti, kopališča, turistični objekti, poslovni, industrijski in stanovanjski objekti.
Arhitekt Štefan Baler je leta 2007 za izveden projekt Dom starejših občanov Ljutomer dobil častno priznanje Občine Ljutomer. Je avtor projekta prve bivalne enote za osebe z demenco v Sloveniji, DSO Stročja vas. S projektom hotel in turistično naselje Bioterme Mala Nedelja je sodeloval v izboru za nagrado ZAPS. Bil je aktiven član Društva arhitektov Ljubljane in Zbornice za arhitekturo in prostor Slovenije ter stalni udeleženec Piranskih dnevov arhitekture in zagrebških Dnevov Orisa.